# Куп Југославије у фудбалу 1947.
Куп Југославије у фудбалу 1947. је прво куп такмичење у Југославији после Другог светског рата и Одлуке Фудбалског савеза Југославије од 4. јула 1947. о оснивању овог такмичења.
У почетном елиминационом делу учествовало је 349 клубова, од којих се њих 40 квалификовало за завршни део. Ту је било 19 републичких представника, 11 клубова Друге лиге Југославије и 10 клубова Прве лиге Југославије. Ту је било:
- 13 клубова из НР Србије,
- 12 клубова из НР Хрватске,
- 12 клубова (по 4 клуба) из НР Босне и Херцеговине, НР Словеније и НР Македоније,
- 2 клуба из НР Црне Горе
- 1 клуб из Јулијске крајине.

## Систем такмичења
У првом колу учествовала су 24 клуба:
- 19 републичких представника и
- 5 представника Друге лиге пласираних од 7 - 9 места,
У другом колу учествовала су 24 клуба
- 12 победника из првог кола
- 6 представника Друге лиге пласираних од 1 - 6 места и
- 6 представника Прве лиге пласираних од 5 - 10 места
У шеснаестини финала игрло је 16 клубова:
- 12 победника из другог кола
- 4 представника Прве лиге пласираних од 1 - 4 места
Парови су одређивани жребом. Играла се једна утакмица. У случају нерешеног резултата на крају утакмице играли су се продужеци, а ако резултат и после тога остане нерешен, победник се одлучивао жребом.

## Резултати

### Прво коло
| бр. меча | Домаћин, Место       | реп. лига              | Резултат             | Гост, Место           | реп. лига               |
| -------- | -------------------- | ---------------------- | -------------------- | --------------------- | ----------------------- |
| 1.       | Будућност Титоград   | НР Црна Гора лига      | 4:2                  | Гарнизон ЈНА Скопље   | НР Македонија           |
| 2.       | Вележ Мостар         | НР БиХ реп. лига       | 4:2 (2:2, 0:0) прод. | Напредак Крушевац     | НР Србија реп. лига     |
| 3.       | Рудар Трбовље        | НР Словенија реп. лига | 2:2 (1:1, 0:0) жреб  | Напредак Сисак        | НР Хрватска реп. лига   |
| 4.       | Никчевић Светозарево | НР Србија реп. лига    | 1:2 (1:1, 0:0) прод. | Гарнизон ЈНА Нови Сад | НР Србија               |
| 5.       | Кварнер Ријека       | НР Хрватска II. лига   | 4:0                  | Јединство Чаковец     | НР Хрватска реп. лига   |
| 6.       | Полет Сомбор         | НР Србија реп. лига    | 4:0                  | Текстилац Вараждин    | НР Хрватска лига        |
| 7.       | Гарнизон ЈНА Љубљана | НР Словенија           | 2:3                  | Шибеник               | СР Хрватска реп. лига   |
| 8.       | Пролетер Приштина    | НР Србија реп. лига    | 1:0                  | Гоце Делчев Прилеп    | НР Македонија реп. лига |
| 9        | Борац Чачак          | НР Србија реп. лига    | 0:2                  | Јакић Пљевља          | НР Црна Гора реп. лига  |
| 10.      | Динамо Винковци      | НР Хрватска реп. лига  | 1:2                  | Динамо Панчево        | НР Србија лига          |
| 11.      | Жељезничар Сарајево  | НР БиХ II. лига        | 3:3 (2:2, 1:1) жреб  | Борац Бањалука        | НР БиХ реп. лига        |
| 12.      | Иванићград           | НР Хрватска реп. лига  | 1:4                  | Кладивар Цеље         | НР Словенија реп. лига  |

### Друго коло
| бр. меча | Домаћин, Место         | реп. лига              | Резултат            | Гост, Место         | реп. лига              |
| -------- | ---------------------- | ---------------------- | ------------------- | ------------------- | ---------------------- |
| 1.       | Морнар Сплит           | НР Хрватска лига       | 5:1                 | Кладивар Цеље       | НР Словенија реп. лига |
| 2.       | Сарајево               | НР БиХ лига            | 3:1                 | Вележ Мостар        | НР БиХ реп. лига       |
| 3.       | Енотност Љубљана       | НР Словенија лига лига | 1:2                 | Наша крила, Земун   | НР Србија лига         |
| 4.       | Шибеник                | НР Хрватска реп. лига  | 2:5                 | Слога Нови Сад      | НР Србија лига         |
| 5.       | Металац Загреб         | НР Хрватска лига       | 1:2                 | Вардар Скопље       | НР Македонија лига     |
| 6.       | Будућност Титоград     | НР Црна Гора лига      | 3:1                 | Металац Београд     | НР Србија лига         |
| 7.       | Кварнер Ријека         | НР Хрватска лига       | 3:2                 | Понцијана Трст      | Јулијска крајина лига  |
| 8.       | Гарнизаон ЈНА Нови Сад | НР Србија              | 1:1 (1:1, 0:0) жреб | Локомотива Загреб   | НР Хрватска лига       |
| 9        | Динамо Панчево         | НР Србија II. лига     | 0:2                 | Спартак Суботица    | НР Србија лига         |
| 10.      | Јакић Пљевља           | НР Црна Гора реп. лига | 3:2                 | Рудар Трбовље       | НР Словенија реп. лига |
| 11.      | Полет Сомбор           | НР Србија реп. лига    | 2:1                 | Жељезничар Сарајево | НР БиХ лига            |
| 12.      | Работнички Скопље      | НР Македонија лига     | 1:2                 | Пролетер Приштина   | НР Србија реп. лига\|} |

## Осмина финала
| бр. меча | Домаћин, Место        | реп. лига              | Резултат | Гост, Место           | реп. лига           |
| -------- | --------------------- | ---------------------- | -------- | --------------------- | ------------------- |
| 1.       | Партизан Београд      | НР Србија лига         | 2:0      | Пролетер Приштина     | НР Србија реп. лига |
| 2.       | Гарнизон ЈНА Нови Сад | НР Србија              | 1:6      | Црвена звезда Београд | НР Србија лига      |
| 3.       | Кварнер Ријека        | НР Хрватска II. лига   | 4:0      | Морнар Сплит          | НР Хрватска лига    |
| 4.       | Полет Сомбор          | НР Србија реп. лига    | 3:5      | Слога Нови Сад        | НР Србија лига      |
| 5.       | Наша крила, Земун     | НР Србија лига         | 2:1      | Вардар Скопље         | НР Македонија лига  |
| 6.       | Спартак Суботица      | НР Србија лига         | 3:2      | Хајдук Сплит          | НР Хрватска лига    |
| 7.       | Динамо Загреб         | НР Хрватска лига       | 0:3      | Сарајево              | НР БиХ лига         |
| 8.       | Јакић Пљевља          | НР Црна Гора реп. лига | 3:2      | Будућност Титоград    | НР Црна Гора лига   |

## Четвртфинале
| бр. меча | Домаћин, Место    | реп. лига        | Резултат       | Гост, Место           | реп. лига              |
| -------- | ----------------- | ---------------- | -------------- | --------------------- | ---------------------- |
| 1.       | Партизан Београд  | НР Србија лига   | 2:1            | Црвена звезда Београд | НР Србија лига         |
| 2.       | Морнар Сплит      | НР Хрватска лига | 2:3            | Слога Нови Сад        | НР Србија лига         |
| 3.       | Наша крила, Земун | НР Србија лига   | 2:0            | Спартак Суботица      | НР Србија лига         |
| 4.       | Сарајево          | НР БиХ лига      | 3:2 (2:2, 1:0) | Јакић Пљевља          | НР Црна Гора реп. лига |

## Полуфинале
| бр. меча | Домаћин, Место    | реп. лига      | Резултат | Гост, Место    | реп. лига      |
| -------- | ----------------- | -------------- | -------- | -------------- | -------------- |
| 1.       | Партизан Београд  | НР Србија лига | 4:0      | Слога Нови Сад | НР Србија лига |
| 2.       | Наша крила, Земун | НР Србија лига | 0:0 жреб | Сарајево       | НР БиХ лига    |

## Финале
| бр. меча | Домаћин, Место   | реп. лига      | Резултат | Гост, Место       | реп. лига      |
| -------- | ---------------- | -------------- | -------- | ----------------- | -------------- |
| 1.       | Партизан Београд | НР Србија лига | 2:0      | Наша крила, Земун | НР Србија лига |

| Победник Купа Југославије у фудбалу 1947. |
| ----------------------------------------- |
| ФК Партизан 1. титула                     |

| Домаћи клуб                             | Резултат | Гостујући клуб |
| --------------------------------------- | --- | --- |
| ФК Партизан                             | 2 - 0 | ФК Наша крила |
| Датум                                   | 30. новембар 1947. | 30. новембар 1947. |
| Стадион                                 | ЈНА, Београд | ЈНА, Београд |
| Гледалаца                               | 50,000 | 50,000 |
| Судија                                  | Миљенко Подупски (Загреб) | Миљенко Подупски (Загреб) |
| ФК Партизан (тренер: Илијеш Шпиц)       | Фрањо Шоштарић, Мирослав Брозовић (кап), Ратко Чолић, Бела Палфи, Миодраг Јовановић, Александар Атанацковић, Првослав Михајловић, Стјепан Бобек, Јован Језеркић, Момчило Радуновић, Кирил Симоновски. | Фрањо Шоштарић, Мирослав Брозовић (кап), Ратко Чолић, Бела Палфи, Миодраг Јовановић, Александар Атанацковић, Првослав Михајловић, Стјепан Бобек, Јован Језеркић, Момчило Радуновић, Кирил Симоновски. |
| ФК Наша крила (тренер: Н. Радосављевић) | Попадић, Лазић, Филиповић (кап), Л. Грчић, Брњеварац, Локошек, А. Панић, Печенчић, Златковић, Дамњановић, Боровић                                                                                     | Попадић, Лазић, Филиповић (кап), Л. Грчић, Брњеварац, Локошек, А. Панић, Печенчић, Златковић, Дамњановић, Боровић                                                                                     |
| Стрелци                                 | 1:0 Језеркић, 20', 2:0 Симоновски 22' | 1:0 Језеркић, 20', 2:0 Симоновски 22' |

## Занимљивости
Поводом 75. годишњице финала првог купа Југославије после Другог светског рата одиграна је утакмица између ветерана Партизана и тима ваздухопловства Војске Србије.